# سدیم بیس (تری‌متیل‌سیلیل) آمید
سدیم بیس(تری‌متیل‌سیلیل)آمید (به انگلیسی: Sodium bis(trimethylsilyl)amide) با فرمول شیمیایی C6H18NNaSi2 یک ترکیب شیمیایی با شناسه پاب‌کم 2724254 است. که جرم مولی آن 183.37 g/mol می‌باشد. شکل ظاهری این ترکیب، جامد سفید است.